# Every Man Has a Woman
Every Man Has a Woman es un álbum tributo a Yoko Ono por su 50 aniversario de nacimiento, celebrado en 1983. Fue lanzado el 16 de noviembre de 1984 bajo la etiqueta Polydor con grabaciones en estudio de varios artistas entre 1980 y 1984.
Contiene versiones de sus canciones de los álbumes Approximately Infinite Universe (1973), Double Fantasy (1980), Season of Glass (1981) y por último, It's Alright (I See Rainbows) (1982).
Este disco supuestamente fue uno de los proyectos personales de John Lennon, pero fue asesinado antes de pudiera verlo realizado.
Las líneas de notas del LP de disco de vinilo presnetan un ensayo de Ono, titulado "A Crystal Ball" ("Una Bola de Cristal").
"Every Man Has a Woman" en general tuvo una acogida muy discreta y no logró buenas ventas. El sitio especializado Allmusic lo calificó con apenas dos estrellas y media, de cinco posibles. 
La mayor novedad es encontrar la canción "Every Man Has a Woman Who Loves Him", esta vez en una versión póstuma con la voz de John Lennon, el cual sería el último sencillo inédito publicado a su nombre.
Harry Nilsson, un amigo cercano del ex-Beatle, colaboró con un total de tres canciones.
Otro álbum tributo a Ono y en una línea muy similar es el titulado Yes, I'm a Witch, que fue lanzado con críticas muy positivas en 2007, presentando artistas tan diversos como Peaches, Cat Power y The Flaming Lips
.

## Lista de canciones
1. "Every Man Has A Woman Who Loves Him" – 3:32 - John Lennon
2. "Silver Horse" – 3:07 - Harry Nilsson
3. "I'm Moving On" – 2:47 - Eddie Money
4. "Nobody Sees Me Like You Do" – 3:23 - Rosanne Cash
5. "Dogtown" – 3:26 - Alternating Boxes
6. "Goodbye Sadness" – 3:22 - Roberta Flack
7. "Walking on Thin Ice" – 3:46 - Elvis Costello and The Attractions (con The TKO Horns)
8. "Wake Up" – 2:22 - Trio
9. "Dream Love" – 3:46 - Harry Nilsson
10. "Now or Never" – 3:44 - Spirit Choir
11. "Loneliness" – 3:42 - Harry Nilsson
12. "It's Alright" – 2:27 - Sean Lennon

## Sencillos
- "Every Man Has a Woman Who Loves Him" (John Lennon) / "It's Alright" (Sean Lennon) (7")
- "Silver Horse" / "Dream Love" (Harry Nilsson) (7")
- "Loneliness" (Harry Nilsson) (7")
- "Dogtown" (Alternating Boxes) (12")